# Beta macrocarpa
Beta macrocarpa é uma espécie de planta com flor pertencente à família Chenopodiaceae. 
A autoridade científica da espécie é Guss., tendo sido publicada em Index Seminum [Palermo] 1826: [2].

## Portugal
Trata-se de uma espécie presente no território português, nomeadamente em Portugal Continental.
Em termos de naturalidade é nativa da região atrás indicada.

## Protecção
Não se encontra protegida por legislação portuguesa ou da Comunidade Europeia.